# Thé dansant
Een thé dansant is een danspartij die vroeg begint en waarbij vanouds thee werd geserveerd. In de Franse taal spreekt men ook wel van een après-midi dansant of een soirée dansante. Vandaag de dag wordt de term vooral gebruikt door studentenkringen en clubs en wordt het vaak afgekort als TD. Hierbij wordt de term gebruikt voor alle studentenfeestjes en niet alleen meer evenementen die overdag georganiseerd worden. Hiermee is TD een traditionele en veelgebruikte term in het studentenleven geworden. 

## Oorsprong
De term werd oorspronkelijk gebruikt door de "betere" standen, later verbreidde het gebruik zich ook in meer volkse milieu. Hoewel het gebruik oorspronkelijk uit het Franse cultuurgebied stamt, was het begrip zeker in 1858 al in het Nederlands ingeburgerd. Het werd toen beschreven als: eene danspartij, waarbij aan de genoodigden thee wordt toegediend. In 1864 werd het al gekarakteriseerd als een vroeg beginnende danspartij. 
Een kenmerkende aanvangstijd voor een thé dansant is 16.00 uur, maar het kan ook vroeger zijn. In Engeland vond deze danspartij vooral 's avonds plaats tot ca. 23.00 uur en was deze tot de Tweede Wereldoorlog behoorlijk populair, vooral bij personen die op zoek waren naar een partner. De muzikale begeleiding bestond oorspronkelijk uit musette. Vooral in het Franse cultuurgebied is dit nog steeds populair. Naast de wals kwam in de loop van de 20ste eeuw ook de tango en de charleston op als dansmuziek.